# 克韋爾內斯木板教堂
克韋爾內斯木板教堂（挪威語：Kvernes stavkyrkje）是挪威默勒-魯姆斯達爾郡阿沃略市镇的一座前挪威教會的堂區教堂。這座教堂位於現堂區教堂克韋爾內斯教堂的北側，修建於14世紀時期。教堂可以容納約200人。

## 外部連結

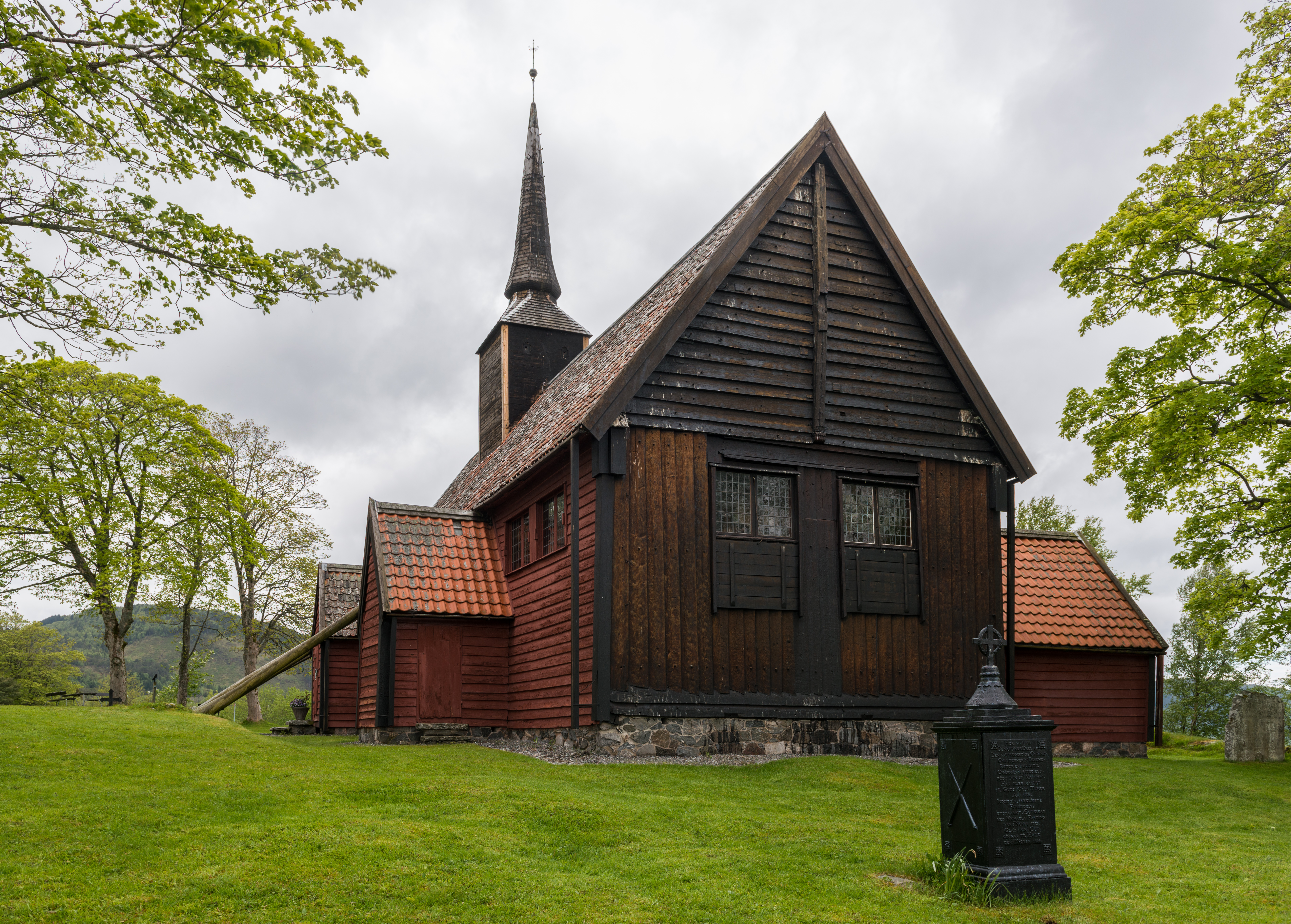

- Kvernes stave church – Stavkirke.org （页面存档备份，存于） （挪威語）